# 吉田直矢
吉田 直矢（よしだ なおや、1964年 - ）は、山形県出身のヴァイオリニスト。
5歳でヴァイオリンを始める。
桐朋学園大学卒業後、パリ・エコール・ノルマル留学。セルジュ・ブラン（元パリ オペラ座ソロコンサートマスター）に師事。

## 音楽活動
留学中、パリで開催された第65回レオポルド・ベランコンクール第1位、第10回バッハ国際コンクールで最優秀賞を受賞。
帰国後、ヴァイオリンとギター中心のインストROCKバンド【ROSE】を結成。1996年アルバム『ROSEⅠ』（ドラマ「29歳のクリスマス」挿入曲収録）をアンティノスレコードよりリリース。その後解散。
1999年7月東京オペラシティにてソロコンサート『VIOLIN DE NIGHT』シリーズ開始。2001年9月6日アルバム『VIOLIN DE NIGHT』をリリース。
2003年ヴァイオリン、ピアノ、パーカッションによるアコースティック・パッション・オーケストラ【吉田直矢・APO】を結成。2004年より247music del Gesuレーベルより『Carmen』 『Short piece』 『LA TRAVIATA』 『The APO EXPERIENCE -short piece II-』をリリース。
クラシックホールでのコンサートから、JAZZ CLUB、ライブハウスなど、様々なスタイルでのステージを展開。楽曲のジャンルにとらわれる事なく、純粋に音楽表現を探求し続けている。

## その他
横田めぐみと中学1年生の時の同級生で、同級生の仲間とチャリティーコンサートを度々開催している。

## ディスコグラフィー
- 『Carmen』（2004年4月7日）
- 『short piece』（2004年12月1日）
- 『La Traviata』（2005年7月6日）
- 『The APO EXPERIENCE -short pieceII-』（2007年6月6日）